# Vanduzea albifrons
Vanduzea albifrons är en insektsart som beskrevs av Fowler. Vanduzea albifrons ingår i släktet Vanduzea och familjen hornstritar. Inga underarter finns listade i Catalogue of Life.